# Designer
Der Designer oder Gestalter formt und gestaltet Medien wie Fotografien, Filme, Webseiten oder andere Produkte, meist seriell zu fertigende Gebrauchsgegenstände der unterschiedlichsten Art, wie etwa Bekleidung, Möbel, Haushaltsgegenstände, Automobile, Schmuck und Werkzeuge.

## Ausbildung

### Deutschland
Im Vergleich mit der Ausbildung zum Mediengestalter ist ein Design-Studiengang in der Regel stärker konzeptionell ausgerichtet. Das Studium findet in Deutschland meistens an Fachhochschulen statt. Inzwischen werden Design-Studiengänge in Deutschland immer häufiger mit einem Bachelor of Arts bzw. Master of Arts abgeschlossen, wo bislang der Titel Diplom-Designer vergeben wurde.
Design-Studiengänge an öffentlichen und privaten Kunsthochschulen und Akademien verfolgen im Vergleich zu jenen an Fachhochschulen zumeist einen stärkeren künstlerisch-wissenschaftlichen Ansatz. Im Anschluss an die Programmatik der einstigen Hochschule für Gestaltung Ulm (1953–1968) entstanden Hochschulen, die Gestaltung und fachübergreifende Grundlagen für Architekten, Künstler und Designer in den Fokus der Ausbildung rückten. Einige der Ausbildungsstätten nennen sich aufgrund der Bandbreite mittlerweile Universitäten (z. B. UdK Berlin und Bauhaus-Universität Weimar).
Seit 2005 existiert der staatlich anerkannte Ausbildungsberuf Technischer Produktdesigner. In Anbetracht dessen, dass der Begriff Designer (ohne Diplom) anders als etwa Architekt in Deutschland ansonsten keinen Schutz genießt, gibt es auch zahlreiche Berufe, welche diesen verwenden. In der Regel gibt es wesentliche Unterschiede in den Aufgabenstellungen und der Methodik: beispielsweise als Bezeichnung für Technische Zeichner oder im Handwerk. So bieten einige Handwerkskammern an ihren Werkakademien einen Bildungsgang zum Gestalter im Handwerk an. Zielgruppe sind Gesellen und Absolventen aus kunsthandwerklichen Berufen. Für die Zulassung zum Gestalter-Bildungsgang an Werkakademien wird mindestens eine anerkannte Berufsausbildung sowie oft eine mehrjährige Berufspraxis vorausgesetzt. Ebenfalls gibt es die Möglichkeit einer viersemestrigen Aufstiegsfortbildung an einer Fachschule zum Staatlich geprüften Gestalter.
Akademische Grade wie Diplom-Designer, Diplom-Gestalter und Master of Arts sind in Deutschland geschützt und dürfen nur von Absolventen entsprechender Studiengänge an Hochschulen verwendet werden.

### Schweiz

#### Berufliche Grundbildungen
- Polydesigner[1]
- Polygraf
- Grafiker

#### Höhere Berufsbildung
Berufsprüfung:
- Farbdesignerin / Fachdesigner (BP)[2]
- Naildesigner mit eidg. Fachausweis

Höhere Fachprüfung:
- Dipl. Industrie-Designer
- Dipl. Fotodesigner[3]
- Dipl. Fashiondesigner[4]
- Dipl. Grafik-Designer[5]

#### Höhere Fachschule
In der Schweiz werden folgende Ausbildungen zum Designer angeboten: Audio-Designer/-in, Designer/-in Innenarchitektur, Produkt-/Industriedesign, Designer/-in Visuelle Kommunikation, Designer/-in Neue Medien, Grafik-Designer/-in, Keramikgestalter/-in, Kommunikationsdesigner/-in, Modedesigner/-in, Multimedia-Designer/-in, Netzwerk-Designer/-in, Online-Designer/-in, Schmuckdesigner/-in, Schuhdesigner/-in, Screen-Designer/-in, Textildesigner/-in, Web-Designer/-in, Gamedesigner/-in.
Die formelle Ausbildung erfolgt in einer zweijährigen Designer-Grundausbildung, während der die Auszubildenden neben einer breiten Allgemeinbildung mit den verschiedenen Bereichen der Gestaltung vertraut gemacht werden. Sie lernen zwei- und dreidimensionale Gestaltung sowie die verschiedenen multimedialen Werkzeuge. Schwerpunkte liegen auf der graphischen Gestaltung, Typografie, Fotografie sowie die Erlernung computergestützter Gestaltung (CAD u. a.). Im zweiten Ausbildungsteil werden gewisse Schwerpunkte vertieft, beispielsweise die zweidimensionale Gestaltung (Typografie, Fotografie, Grafikdesign, Visuelle Kommunikation) oder die dreidimensionale Gestaltung (Ausstellungs- und Produktdesign, Textil- und Modedesign). Ein weiterer Vertiefungsbereich ist die Beschäftigung mit den modernen Medien (audiovisuelle Gestaltung, Film, Video- und Mediendesign, Szenographie und Bühnenbild).
Die Designerausbildung wird mit einem Diplom abgeschlossen. Die Berufsbezeichnung lautet Dipl.-Designer (HF) mit der jeweiligen Fachrichtung als Zusatz.
Designerinnen und Designer mit abgeschlossener Grundausbildung können bereits in ihrem Beruf arbeiten, eine Zusatzausbildung an Hochschulen ist empfehlenswert.

## Kenntnisse und Designprozess

### Kenntnisse
Die Arbeit des Designers konzentriert sich auf folgende Bereiche:
- Funktion
- Wirtschaftliche Herstellbarkeit
- Ergonomie, Bedienbarkeit
- Form und Größe
- Haltbarkeit, Reparierbarkeit
- Umweltschädigung (ökologischer Rucksack)
- Soziale Akzeptanz, gesellschaftliche Relevanz
- Mehrwert gegenüber bestehenden Produkten
- Übersetzung von Inhalten in Formen, Räume oder Szenarien
- Konstruktion/Materialeigenschaften eingesetzter Medien:
  - Farbe, Oberfläche (Reflexion)
  - Gewicht
  - Stabilität/Elastizität

### Prozess
1. Briefing (Auftrag) / Produktdefinition
2. Aus- und Reformulierung der Anforderungen
3. Recherche, Markt-, Marken- und Konkurrenzanalyse
4. Skizzen, Modelle (grob und variantenreich), Struktur des Produkts
5. Auswahl
6. Detaillierung
7. Erneute Auswahl
8. Zwischenpräsentation von Zeichnungen, Renderings, Vormodellen usw.
9. Ausarbeitung

Der Gestaltungs-(Design-)prozess ist innerhalb der einzelnen Berufsbereiche sehr verschieden. Grundsätzlich werden an Hochschulen verschiedene, sog. Kreativstrukturen (eine Variante, siehe oben) gelehrt und ausprobiert. 
Schlüsselbegriffe sind:
- Intuitionen
- Aktionen/Reaktionen
- Produktionen
- Destruktionen
- Reflexionen
- Selektionen